# Диенс, Ролан
Ролан Диенс (фр. Roland Dyens; 19 октября 1955, Тунис — 29 октября 2016, Париж) — французский музыкант, композитор, аранжировщик и исполнитель на классической гитаре.

## Биография
Начал играть на гитаре в 9 лет. Через 4 года он становится учеником Альберто Понсе, под его руководством в 1976 году заканчивает École Normale в Париже. В это время посещал лекции Дезире Дондейна.
Был отмечен высшими наградами престижных конкурсов, в том числе специальным призом конкурса «Cittа di Alessandria» (Италия) и престижной премией «Grand Prix du Disque» Академии Шарля Кро, полученную за исполнение произведений Вила-Лобоса, также получил стипендию И. Менухина. В 2006 году он стал обладателем премии «Золотая гитара» от жюри международного конкурса «Cittа di Alessandria».
В 1988 году он вошёл в число 100 лучших из живущих на то время гитаристов всех стилей и направлений. Композиции Диенса включают в свой репертуар многие гитаристы мира. В течение нескольких лет его портрет появлялся на обложках ведущих гитарных журналов мира..
Вёл активную концертную деятельность (кроме постоянных выступлений во Франции совершил ряд турне по США, странам Среднего Востока, Скандинавии, Польши, Индонезии, Бразилии), выступал на радио и телевидении. Также он был в жюри многих международных конкурсов.
Среди его учеников — известный французский гитарист Жереми Жув.

## Известные композиции
Творчество Диенса делится на две основные категории: оригинальные произведения и переработки музыки разных авторов. Среди последних можно отметить двухтомник Chansons françaises, в который вошли обработки знаменитых песен Эдит Пиаф, Шарля Трене и других французских авторов. Диенс также неоднократно создавал свои версии произведений академической музыки (Шопен, Сати) и джазовых стандартов (например, сборник Night and Day).
Из собственной музыки Диенса большой популярностью пользуются его произведения Tango en skaï (1985) и Valse en skaï (1994). Эти названия иногда ошибочно переводятся как «Танго в небесах» и «Вальс в небесах», в то время как Диенс, имея в виду «ненастоящий», пародийный характер этой музыки, использовал слово skaï, обозначающее одну из марок искусственной кожи). Помимо этих пьес, часто исполняется Libra Sonatine (1986), написанная в период восстановления после операции на сердце.
Среди других сочинений Диенса для гитары соло такие пьесы как:
- Trois Saudades (1980)
- Trois pièces polyglottes (1992)
- L. B. Story — à Leonard Bernstein et Leo Brouwer (1994)
- Songe Capricorne (1994)
- Santo Tristo (1997)
- Ville d’Avril — Hommage à Boris Vian (1999)
- цикл 20 lettres (2001)
- Triaela (2001-2)
- Valse des Anges (2005)
- Anyway (2007)
- Djembe (2007)
- сборник Les 100 de Roland Dyens, 100 дидактических пьес разного уровня сложности, разных лет

Помимо музыки для гитары соло, перу Диенса также принадлежат гитарные концерты (Concerto métis для гитары и струнного оркестра, Concertomaggio для двух гитар и струнного оркестра и Concerto en si для гитары и оркестра гитар) и многочисленные пьесы для ансамблей гитар.
Среди них:
- Côté Nord для 2 гитар
- Austin Tango, Brésils, Comme un rond d’eau  и Hamsa для 4 гитар
- Côté Sud и Rythmaginaires для 8 гитар

## Статьи
- Jazz Mind and Classical Hands - Roland Dyens and his Style of Arranging and Performing (англ.) (2005) by Michelle Birch
- Homage in the Solo Guitar Music of Roland Dyens (англ.) Thesis (2006) by Sean Beavers
- Tango En Skai arranged for Accordion (англ.)